# 大島郵便局 (富山県)
大島郵便局（おおしまゆうびんきょく）は、富山県射水市（旧射水郡大島町）にある郵便局である。局番号は32230。

## 概要
住所：〒939-0274 富山県射水市小島733-1

## 沿革
- 1973年10月15日 - 大島町中央公民館内に大島簡易郵便局が設置され、各種の郵便物の引き受けや郵便貯金の取り扱いなどが開始される[1]。
- 1997年6月23日 - 旧大島バス停跡に木造平屋建ての大島郵便局が特定郵便局として開局。同時に年金の受け取りや国際郵便の取扱も開始され、キャッシュコーナーも設置された。これに伴い大島簡易郵便局は閉局となった[2]。

なお、これとは別に1949年12月より大島村（当時）新開発に大島簡易郵便局が設置されていた。当時の大島村が設置した形をとっていたが、実際は局長の海内他策による個人経営の無集配郵便局であった。現在は新開発簡易郵便局に改称されている。

## 取扱内容
- 郵便、印紙、ゆうパック、内容証明、国際郵便、e発送サービス
- 貯金、貯金担保自動貸付け、為替、振替、振込、国債、口座貸越サービス、財形定額貯金、貯金小切手の振出、簡易払い
- 生命保険、バイク自賠責保険、がん保険
- ゆうちょ銀行ATM

## 周辺
- 射水市役所大島分庁舎
- 射水市立大島小学校
- アプリオ（商業施設）